# Goxua

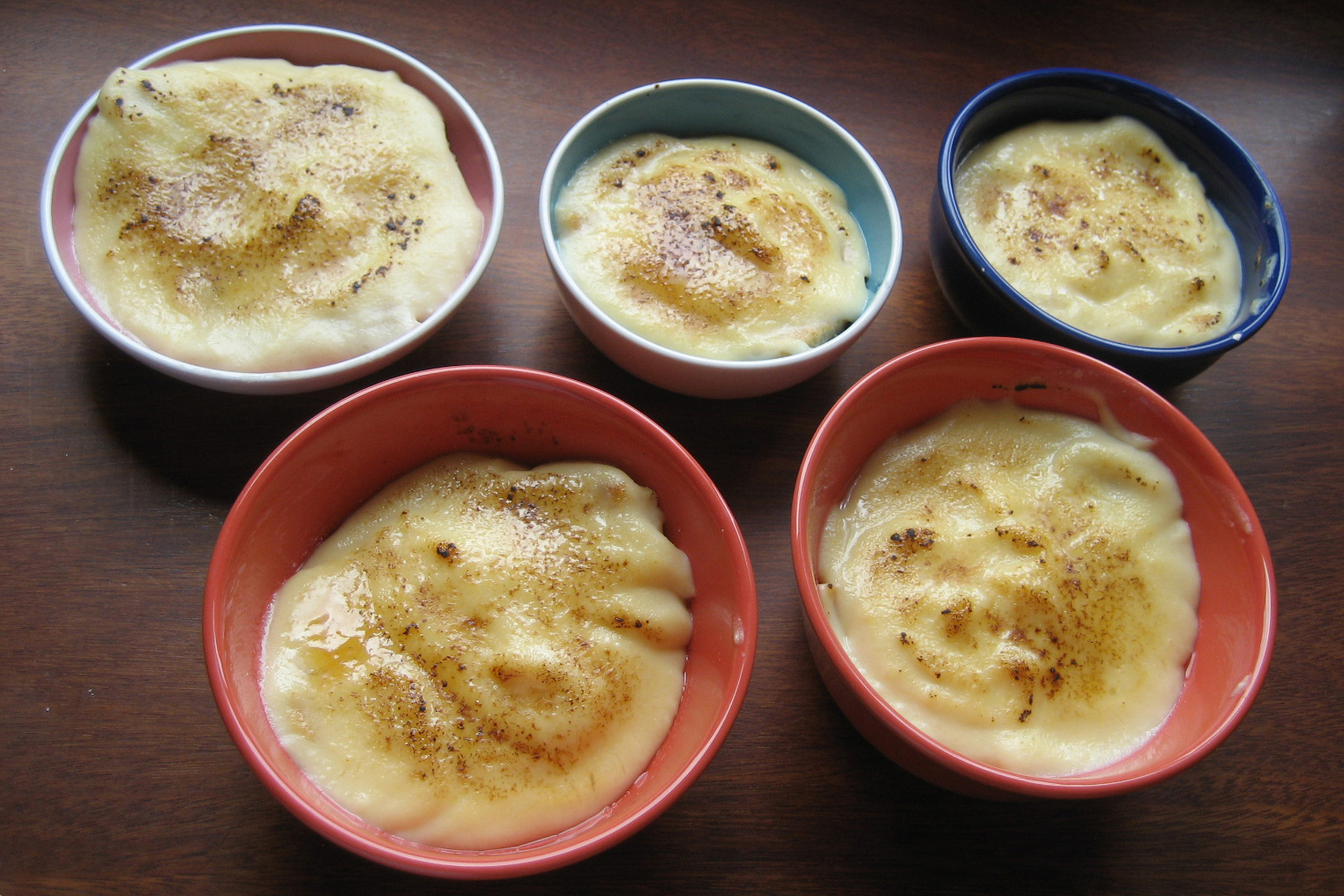
Goxua.

La goxua (AFI: [go'ʃua], "dulce" en euskera) es un postre típico del País Vasco, especialmente de la ciudad de Vitoria. Su invención es objeto de disputa; se cree que la receta original fue elaborada por José Murguía, fundador de La Peña Dulce de Vitoria en torno al año 1967 tras una visita a Cataluña. También, popularmente, su invención es atribuida al pastelero vitoriano Luis López de Sosoaga, mientras que el pastelero mirandés Alberto Bornachea afirma que el goxua lo inventó su padre tratando de copiar la crema catalana, bautizando el postre resultante como cazuelita.

## Elaboración
La elaboración del goxua depende mucho de la región. Generalmente se elabora con nata, bizcocho, crema pastelera y caramelo líquido. Sobre una base de nata se pone una capa de bizcocho, después se vierte una capa de crema pastelera y finalmente se le echa caramelo líquido por encima. Hay dos formas de servirlo, en cuencos individuales como si fuese natillas o una cuajada, o en forma de pastel para luego partirlo en porciones.